# Cantó de Dacs-Sud
El cantó de Dacs-Sud és un cantó francès del departament de les Landes, situat al districte de Dacs. Té 12 municipis i el cap és Dacs.

## Municipis
- Benessa d'Acs
- Candressa
- Dacs
- Heugars
- Narròssa
- Ueire Lui
- Sent Pandelon
- Saunhac e Cambran
- Seiressa
- Siést
- Tèrcis
- Isòssa

## Història
| Data d'elecció                           | Identitat              | Partit | Qualitat |
| ---------------------------------------- | ---------------------- | ------ | -------- |
| 1976-1988                                | Yves Goussebaire-Dupin | UDF    |          |
| 1988-1993                                | Henri Lalanne          | UDF    |          |
| 1993-1994                                | Yves Goussebaire-Dupin | UDF    |          |
| 1994-2001                                | Alain Sallefranque     | RPR    |          |
| 2001-                                    | Gabriel Bellocq        | PS     |          |
| les dades anteriors no són pas conegudes |                        |        |          |
|                                          |                        |        |          |

## Demografia
| 1962 | 1968 | 1975 | 1982 | 1990 | 1999   | 2006   |
| ---- | ---- | ---- | ---- | ---- | ------ | ------ |
| -    | -    | -    | -    | -    | 27.453 | 29.878 |